# 由井正雪
由井正雪（1605年—1651年9月10日、慶長10年─慶安4年7月26日），是江戶時代初期的兵學者。亦作由比正雪。「慶安事件」的策劃者。

## 略歷
生於駿河國由比（現靜岡縣靜岡市清水區由比町），幼少時至江戶，成為楠木正成之子孫兵學者楠木正辰（楠木不傳）的弟子，因其才能而成為正辰之婿養子。正辰歿後，正雪在神田連雀町開設軍學塾「張孔堂」，據說道場曾擁有門生3000人。門生中有許多大名和旗本的子弟。
慶安4年（1651年），引起「由井正雪之亂」（或稱「慶安之變」），事敗後在駿府自殺。幕府滅了他的親族並將其遺體的首級砍下來梟首示眾。
首塚在静岡市葵區沓谷的菩提樹院。

## 慶安之變
江戶幕府第3代將軍德川家光死後，聚集寶藏院流槍術家丸橋忠彌、金井半兵衛、熊谷直義等浪人，計畫推翻幕府的事件。因背叛者的密告而事跡敗露，正雪在駿府的旅社被包圍之下自刃。
此事件被認為是4代將軍德川家綱以降，幕府由武斷政治轉向文治政治的契機之一。

## 登場作品
- 『樟紀流花見幕張』（慶安太平記）
- 『正雪記』（山本周五郎、新潮文庫）
- 『新幻魔大戦』（平井和正、石之森章太郎）
- 『江戸を斬る 梓右近隠密帳』
- 『大盗禅師』（司馬遼太郎、文春文庫）
- 『伊賀の影丸』『時の行者』（橫山光輝）
- 『魔界転生』（山田風太郎）
- Fate/Samurai Remnant